# Sierra del Lobosillo
La sierra del Lobosillo es uno de los conjuntos montañosos más escarpados de la sierra de Ayllón, entre el noreste de la Comunidad de Madrid y el noroeste de la provincia de Guadalajara (España).

## Descripción
La mayor parte de la sierra se extiende por su vertiente oeste, por la Comunidad de Madrid, rodeando localidades como Puebla de la Sierra y creando valles como el valle de la Puebla, incluso llegando a crear ríos como el arroyo de la Puebla.
La sierra del Lobosillo comienza por el norte en La Hiruela, a unos 1.250 metros de altitud, alcanza en su altitud máxima en los 1.865 metros del pico de la Tornera y acaba cerca de El Atazar, donde desciende hasta unos 1000 metros.
Su altitud máxima se encuentra en los 1.865 metros del pico de la Tornera, entre Madrid y Guadalajara, pero está muy seguido de cerca por la peña de la Cabra, cerca de Puebla de la Sierra, con 1.834. El tercer pico por altitud es el Porrejón, de 1.821 m s. n. m. Y el cuarto es el pico de la Centenera, de 1.810 metros, también entre las provincias de Madrid y Guadalajara. Otras cumbres son el cerro Portezuela (1.738 m s. n. m.), el Pinhierro (1.692 m s. n. m.) y el peña Águila (1.655 m s. n. m.).
En las montañas de la sierra del Lobosillo están algunos de los barrancos más altos y extremos de la Comunidad de Madrid.
La sierra, en la zona más larga, mide unos 12 kilómetros de longitud.

## Demografía
La zona de la sierra del Lobosillo es una de las más despobladas de la Comunidad de Madrid, de tal forma que en la cara este se puede hablar de semi despoblación. La mayoría de las localidades apenas llegan a los 50 habitantes. Las localidades que se sitúan en la sierra del Lobosillo o a sus pies son:
- El Atazar (Madrid);
- Berzosa del Lozoya (Madrid);
- Colmenar de la Sierra (Guadalajara);
- La Hiruela (Madrid);
- Montejo de la Sierra (Madrid);
- Paredes de Buitrago (Madrid);
- Prádena del Rincón (Madrid);
- Puebla de la Sierra (Madrid);
- Serrada de la Fuente (Madrid);
- Tortuero (Guadalajara);
- La Vereda (Guadalajara);
- La Vihuela (Guadalajara).